# Stadio Tonino Benelli
Lo stadio Tonino Benelli è il principale impianto sportivo calcistico della città di Pesaro.
L'impianto è intitolato ad Antonio Benelli detto "Tonino", il più piccolo dei sei fratelli Benelli, motociclista più volte campione italiano scomparso a causa di un incidente stradale.

## Storia

La tribuna centrale del "Benelli" nel 1986-97 durante Vis Pesaro-Ternana

L'impianto fu edificato da Romolo Rifelli, imprenditore edile nonché presidente della Vis Pesaro dell'epoca, ed entrò in funzione nel 1927, anno in cui la Vis Pesaro spostò qui il proprio campo da gioco dal precedente terreno di Baia Flaminia. Inizialmente lo stadio era anche concepito come velodromo, grazie alla presenza della pista che circonda tuttora il campo da gioco.
Il 3 luglio 1982 ospitò il II Superbowl Italiano, vinto dai Rhinos Milano sui Frogs Gallarate col punteggio di 11-0. Nel marzo 2014 vengono effettuati i lavori di ristrutturazione  nel settore Gradinata prato che hanno comportato la rimozione delle reti tra campo e spalti, rendendo quindi il settore "senza barriere", secondo caso in Italia per la serie D dopo il campo sportivo comunale "Civitelle" di Agnone, in Molise.

## Struttura
Le tribune sono dislocate su due lati. La "Nuova tribuna prato" è il settore destinato al tifo organizzato locale. Sul lato opposto sorge una tribuna, in parte scoperta, in parte coperta nella parte centrale, e in parte nuovamente scoperta ma assegnata ai tifosi ospiti. Non sono presenti settori dietro le porte da calcio, ai lati corti del campo.

### Settori dello stadio
- Nuova Tribuna Prato
- Tribuna centrale coperta
- Tribuna laterale scoperta
- Tribuna laterale ospiti